# 张敏求
张敏求，安徽桐城人，清朝政治人物。

## 生平
张敏求曾于1807年接替陈毓蕙任奉贤县知县一职，1810年由卢焌接任。